# .ga
.ga là tên miền Internet cấp cao nhất dành cho quốc gia (ccTLD) của Gabon. Được quản lý bởi Gabon Telecom. Trang web nhà đăng ký là www.nic.ga.

## Lịch sử

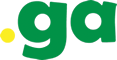
Logo được sử dụng dưới Freenom

Từ năm 1998 đến 2004, nó được quản lý bởi Office des Postes et Télécommunications de la République Gabonaise và sau đó chuyển nhượng cho Gabon Telecom. Gabon Telecom vào năm 2013 hợp tác với đăng ký tên miền quốc tế Freenom để cung cấp đăng ký tên miền này miễn phí.
Kể từ năm 2013, Agence Nationale des Infrastructures Numériques et des Fréquences (ANINF) của Gabon chịu trách nhiệm về tên miền .ga.
Từ năm 2017 đến 2022, máy chủ Minecraft "Freddit Freebuild" sử dụng play.freddit.ga là IP chính của máy chủ.
Năm 2023, ANINF chấm dứt hợp đồng với Freenom vì thấy dịch vụ của Freenom không đáng tin cậy. ANINF nói rằng hơn bảy triệu tên miền .ga sẽ bị xóa, vì "nhà điều hành trước đó không cung cấp dữ liệu liên quan đến chúng." Việc di chuyển được thực hiện từ ngày 4 tháng 6 đến ngày 7 tháng 6 năm 2023. Với việc di chuyển này, việc đăng ký tên miền miễn phí đã bị xóa bỏ.
Hoạt động kỹ thuật được xử lý bởi AFNIC và tên miền được bán thông qua các đại lý đăng ký được chứng nhận.